# Championnat d'Allemagne de football 1939-1940
Navigation
Meisterschaft
(Gauligen)
1938-1939 Meisterschaft
(Gauligen)
1940-1941
La saison 1939-1940 du Championnat d'Allemagne de football était la 33e édition de la première division allemande. Dix-huit clubs participent à la compétition nationale, il s'agit des 18 vainqueurs des Gauligen, les championnats régionaux mis en place par le régime nazi. Depuis 1938, les clubs autrichiens prennent part au championnat allemand. Le championnat autrichien est transformé en championnat "régional" qui qualifie 2 clubs pour le championnat national.
Les 18 équipes disputent un premier tour où elles sont réparties en 4 poules. Du fait de l'incorporation des équipes autrichiennes et de la création de 2 Gauliga supplémentaires, la poule 1 est scindée en 2 groupes de 3 équipes. Chacune des équipes rencontre ses adversaires 2 fois, à domicile et à l'extérieur. L'équipe classée première du groupe à la fin de la première phase est qualifiée pour le tableau final, qui se joue en demi-finale et finale sur match simple.
Schalke 04, champion d'Allemagne en titre, remporte la finale en s'imposant face au Dresdner SC. C'est le 6e titre de champion d'Allemagne de son histoire. Le club de Dresde se console en remportant la Coupe d'Allemagne.

## Les 18 clubs participants
| - Ostpreußen : VfB Königsberg - Poméranie : VfL Stettin - Brandebourg : Union Oberschoneweide - Schliesen : VfR Gleiwitz - Sachsen : Dresdner SC - Centre : SV Iena - Nordmark : Eimsbütteler TV - Niedersachsen : VfL Osnabrück - Westphalie : Schalke 04 | - Niederrhein : Fortuna Düsseldorf - Mittelrhein : Mülheimer SV 06 - Hesse : CSC 03 Kassel - Sud-Ouest : Kickers Offenbach - Bade : SV Waldhof Mannheim - Wurttemberg : Stuttgarter Kickers - Bavière : FC Nuremberg - Ostmark : Rapid Vienne - Sudetenland : NSTG Graslitz |

## Compétition

### Premier tour
Les 18 champions de Gauliga sont répartis en 4 poules, seul le premier accède aux demi-finales.

#### Groupe 1

##### Groupe 1A
| Rang | Équipe                | Pts | J | G | N | P | Bp | Bc | Diff |  | Résultats (▼ dom., ► ext.) | Unio | Köni | Stet |
| ---- | --------------------- | --- | - | - | - | - | -- | -- | ---- |  | -------------------------- | ---- | ---- | ---- |
| 1    | Union Oberschoneweide | 6   | 4 | 3 | 0 | 1 | 13 | 8  | +5   |  | Union Oberschoneweide      |      | 6-3  | 3-1  |
| 2    | VfB Königsberg        | 6   | 4 | 3 | 0 | 1 | 13 | 10 | +3   |  | VfB Königsberg             | 3-1  |      | 5-2  |
| 3    | VfL Stettin           | 0   | 4 | 0 | 0 | 4 | 5  | 13 | -8   |  | VfL Stettin                | 1-3  | 1-2  |      |

##### Groupe 1B
| Rang | Équipe            | Pts | J | G | N | P | Bp | Bc | Diff |  | Résultats (▼ dom., ► ext.) | Rapi | Glei | Gras |
| ---- | ----------------- | --- | - | - | - | - | -- | -- | ---- |  | -------------------------- | ---- | ---- | ---- |
| 1    | Rapid Vienne      | 7   | 4 | 3 | 1 | 0 | 19 | 4  | +15  |  | Rapid Vienne               |      | 3-1  | 7-0  |
| 2    | Vorwarts Gleiwitz | 4   | 4 | 1 | 2 | 1 | 11 | 11 | 0    |  | Vorwarts Gleiwitz          | 2-2  |      | 4-2  |
| 3    | NSTG Graslitz     | 1   | 4 | 0 | 1 | 3 | 4  | 19 | -15  |  | NSTG Graslitz              | 1-7  | 4-4  |      |

##### Finale du groupe
| Équipe 1     | Résultat | Équipe 2              | Aller | Retour |
| ------------ | -------- | --------------------- | ----- | ------ |
| Rapid Vienne | 6 - 3    | Union Oberschoneweide | 3 - 2 | 3 - 1  |

#### Groupe 2
| Rang | Équipe          | Pts | J | G | N | P | Bp | Bc | Diff |  | Résultats (▼ dom., ► ext.) | Dres | Eims | Osna | Iena |
| ---- | --------------- | --- | - | - | - | - | -- | -- | ---- |  | -------------------------- | ---- | ---- | ---- | ---- |
| 1    | Dresdner SC     | 10  | 6 | 4 | 2 | 0 | 9  | 0  | +9   |  | Dresdner SC                |      | 0-0  | 3-0  | 1-0  |
| 2    | Eimsbütteler TV | 7   | 6 | 3 | 1 | 2 | 10 | 10 | 0    |  | Eimsbütteler TV            | 0-3  |      | 3-1  | 0-1  |
| 3    | VfL Osnabrück   | 4   | 6 | 1 | 2 | 3 | 11 | 14 | -3   |  | VfL Osnabrück              | 0-0  | 3-4  |      | 5-2  |
| 4    | SV Iena         | 3   | 6 | 1 | 1 | 4 | 7  | 13 | -6   |  | SV Iena                    | 0-2  | 2-3  | 2-2  |      |

#### Groupe 3
| Rang | Équipe             | Pts | J | G | N | P | Bp | Bc | Diff |  | Résultats (▼ dom., ► ext.) | Scha | Fort | Mulh | Kass |
| ---- | ------------------ | --- | - | - | - | - | -- | -- | ---- |  | -------------------------- | ---- | ---- | ---- | ---- |
| 1    | Schalke 04         | 10  | 6 | 4 | 2 | 0 | 35 | 5  | +30  |  | Schalke 04                 |      | 0-0  | 5-0  | 16-0 |
| 2    | Fortuna Düsseldorf | 8   | 6 | 3 | 2 | 1 | 21 | 4  | +17  |  | Fortuna Düsseldorf         | 1-1  |      | 7-1  | 7-0  |
| 3    | Mülheimer SV 06    | 4   | 6 | 2 | 0 | 4 | 14 | 29 | -15  |  | Mülheimer SV 06            | 2-8  | 2-1  |      | 4-5  |
| 4    | CSC 03 Kassel      | 2   | 6 | 1 | 0 | 5 | 10 | 42 | -32  |  | CSC 03 Kassel              | 2-5  | 0-5  | 3-5  |      |

#### Groupe 4
| Rang | Équipe              | Pts | J | G | N | P | Bp | Bc | Diff |  | Résultats (▼ dom., ► ext.) | Mann | Nure | Stut | Offe |
| ---- | ------------------- | --- | - | - | - | - | -- | -- | ---- |  | -------------------------- | ---- | ---- | ---- | ---- |
| 1    | SV Waldhof Mannheim | 8   | 6 | 3 | 2 | 1 | 14 | 5  | +9   |  | SV Waldhof Mannheim        |      | 1-1  | 7-2  | 4-0  |
| 2    | FC Nuremberg        | 6   | 6 | 2 | 2 | 2 | 10 | 4  | +6   |  | FC Nuremberg               | 0-0  |      | 1-0  | 8-0  |
| 3    | Stuttgarter Kickers | 6   | 6 | 3 | 0 | 3 | 9  | 9  | 0    |  | Stuttgarter Kickers        | 1-0  | 2-0  |      | 4-0  |
| 4    | Kickers Offenbach   | 4   | 6 | 2 | 0 | 4 | 3  | 18 | -15  |  | Kickers Offenbach          | 1-2  | 1-0  | 1-0  |      |

### Demi-finale
- Tous les matchs ont eu lieu le 14 juillet 1940.

| Équipe 1         | Résultat | Équipe 2            |
| ---------------- | -------- | ------------------- |
| Dresdner SC a.p. | 2 - 1    | Rapid Vienne        |
| Schalke 04       | 3 - 1    | SV Waldhof Mannheim |

### Match pour la3eplace
| 21 juillet 1940 | SV Waldhof Mannheim | 4 - 4 | Rapid Vienne | Olympiastadion, Berlin |  |
|                 |                     |       |              |                        |  |

| 28 juillet 1940 | Rapid Vienne | 5 - 2 | SV Waldhof Mannheim | Stade du Prater, Vienne |
| Match rejoué    |              |       |                     |                         |

### Finale
| 21 juillet 1940 | Schalke 04 | 1 - 0 | Dresdner SC | Olympiastadion, Berlin |
|                 |            |       |             | Spectateurs : 95 000   |

## Bilan de la saison
| Tableau d'Honneur                   |             |
| Compétition                         | Vainqueur   |
| Championnat d'Allemagne de football | Schalke 04  |
| Coupe d'Allemagne de football       | Dresdner SC |